# Петрино
Вижте пояснителната страница за други значения на Петрино.
Петрино е село в Североизточна България. То се намира в община Омуртаг, област Търговище.